# گلناز خاتونتسوا
گلناز خاتونتسوا (روسی: Гульназ Эдуардовна Хатунцева؛ IPA: [ɡʊlʲˈnas xɐˈtuntsɨvə]؛ زادهٔ ۲۱ آوریل ۱۹۹۴) دوچرخه‌سوار زن اهل روسیه است.
وی در مسابقات کشوری و بین‌المللی در مجموع برندهٔ ۳ مدال نقره، ۳ مدال برنز شده‌است.